# قائمة الصحف والمجلات في الكويت
قائمة الصحف والمجلات في الكويت هي قائمة عن الصحف الصادرة في دولة الكويت.

## صحف يومية باللغة العربية

### باللغة العربية
- جريدة السياسة—السياسة أونلاين (يومية منذ 1965)
- جريدة القبس—القبس أونلاين (منذ 1972)
- جريدة الأنباء—الانباء أونلاين (منذ 1976)
- جريدة الراي—الراي أونلاين (منذ 2006)
- جريدة الوسط (الكويت)—الوسط أونلاين (منذ 2007)
- الجريدة (يومية كويتية) —الجريدة أونلاين(منذ 2007)
- جريدة النهار (الكويت)—النهار أونلاين (منذ 2007)
- جريدة الشاهد — الشاهد أونلاين(منذ 2007)
- جريدة الصباح (الكويت)—الصباح أونلاين (منذ 2007)
- جريدة الرأي العام (الكويت) -الرأي العام أونلاين(1961–1995)(عودة الصدور 2016)
- جريدة الدستور (الكويت)—الدستور أونلاين (يومية منذ 2014 عن مجلس الامة الكويتي)
- جريدة حصري نيوز (الكويت)—حصري نيوز أونلاين (منذ 2014)

### بلغات اجنبية
- جريدة KUWAIT TIMES—كويت تايمز أونلاين (منذ 1963)
- صحيفة عرب تايمز —عرب تايمز أونلاين(منذ 1977)

### صحف سابقة
- جريدة الوطن (1974-2015)
- جريدة عالم اليوم (2007-2014)
- جريدة الدار (2008-2013)
- جريدة البلد (الكويت)
- جريدة الوطن دايلي — (مارس 2008- يناير 2013)
- جريدة الحرية (الكويت) (2008-2012)
- جريدة المستقبل الكويتية -المستقبل أونلاين (2010-2012)
- جريدة الرؤية (الكويت) (2007–2010)
- جريدة أوان (2007–2010)
- جريدة الصوت (الكويت) (2008–2009)
- جريدة الرأي العام (الكويت) (1995–2006) أصبحت الآن جريدة الراي (الكويت)
- جريدة صوت الكويت (1990–1992) صدرت خلال الغزو العراقي للكويت عن حكومة دولة الكويت
- جريدة الفجر الجديد (الكويت) (1991–1992)
- جريدة 26 فبراير (الكويت) (1991)
- جريدة النداء (الكويت) (1990–1991) صدرت خلال الغزو العراقي للكويت عن حكومة جمهورية الكويت
- جريدة دايلي نيوز (الكويت) 1963-
- جريدة اخبار الكويت (1962-1975) أصبحت الآن جريدة الأنباء
- جريدة الشعب (الكويت) (1957–1959)

## صحف غير يومية
- جريدة الكويت اليوم —الكويت اليوم أونلاين شهرية تصدر عن حكومة دولة الكويت منذ 1954
- مجلة العربي —العربي أونلاين شهرية منذ 1958
- جريدة الطليعة—الطليعة أونلاين منذ 1962
- جريدة صوت الخليج (الكويت)—صوت الخليج أونلاين منذ 1962
- جريدة آفاق—آفاق أونلاين منذ 1978
- جريدة الشاهد الاسبوعي—الشاهد الاسبوعية أونلاين منذ 2004
- جريدة الخليج (الكويت)—الخليج أونلاين منذ 2009

## صحف إلكترونية
- جريدة الآن (تأسست عام 2007)
- جريدة سبر (تأسست عام 2011)
- صحيفة العرب (تأسست عام 2020)

## مجلات

### ثقافية
- مجلة الكويت (شهرية)
- العربي (مجلة) (شهرية)
- العربي العلمي (مجلة)
- العلوم (مجلة)
- عالم الفكر

### إسلامية
- مجلة الفرقان (اسبوعية)
- مجلة المجتمع
- مجلة الوعي الإسلامي (شهرية)

### أطفال
- العربي الصغير (مجلة) (شهرية)
- براعم الإيمان (مجلة) (شهرية)

### القصص المصورة
- تشكيل كومكس

### منوعات
- ذوق (مجلة) (فصلية)

### مجلات سابقة
- مجلة البعثة (1946)
- مجلة كاظمة (1948)
- مجلة الرائد (1952)
- مجلة الفكاهة (1950 - 1951)
- مجلة الايمان (1953)
- مجلة الفجر (1955-1958)
- مجلة النخبة 1994-2015 وحولت إلى مجلة إلكترونية.